# Tillandsia undulifolia
Tillandsia undulifolia är en gräsväxtart som beskrevs av Carl Christian Mez. Tillandsia undulifolia ingår i släktet Tillandsia och familjen Bromeliaceae. Inga underarter finns listade i Catalogue of Life.